# Shelomi (ort i Israel)
Shelomi (hebreiska: שלומי) är en ort i Israel.   Den ligger i distriktet Norra distriktet, i den norra delen av landet. Shelomi ligger 82 meter över havet och antalet invånare är 5 608.
Terrängen runt Shelomi är kuperad åt nordost, men åt sydväst är den platt. Havet är nära Shelomi åt nordväst. Runt Shelomi är det ganska tätbefolkat, med 90 invånare per kvadratkilometer. Närmaste större samhälle är Nahariya, 8,2 km sydväst om Shelomi. Trakten runt Shelomi består till största delen av jordbruksmark.